# Jean-Philippe Gaudin
Pour les articles homonymes, voir Gaudin.
Jean-Philippe Gaudin, né le 20 novembre 1962, est un officier et haut fonctionnaire suisse. Il est chef du Service de renseignement de la Confédération de juillet 2018 à mai 2021.

## Biographie

### Origines, études et famille
Jean Philippe Gaudin naît le 20 novembre 1962. Originaire de Chevilly, dans le canton de Vaud, il grandit à Montreux.
Il est titulaire d'un diplôme de commerce obtenu à Lausanne. Il travaille comme colleur d'affiches pour le Montreux Jazz Festival au cours de ses études, puis en devient régisseur pendant trois ans. Père de trois enfants, il réside à Payerne.

### Parcours professionnel
Il entre dans la vie active à l'office du tourisme de Montreux, jusqu'à en devenir le directeur. Il se lance dans une carrière militaire en 1987, à l'âge de 25 ans, en devenant instructeur,. Il travaille notamment comme officier d'instruction dans l'armée suisse et commande une unité de ravitaillement dans le cadre d'un mandat de l'OSCE en Bosnie-Herzégovine. Le déploiement de volontaires non armés de l'armée suisse a été décidé par le Conseil fédéral en 1996 pour soutenir les élections locales et a expiré fin 2000. De 2008 à 2015, il a dirigé le service de renseignement militaire, après y avoir travaillé dans les années précédentes ont occupé divers postes de direction. En 2016, il est promu général et détaché à Paris en tant qu'attaché de défense,.
Le 1er juillet 2018, Gaudin a pris le poste de directeur du service fédéral de renseignement après une vacance de six mois après avoir remporté l'élection contre le commandant de la police neuchâteloise Pascal Luthi. Son prédécesseur Markus Seiler a quitté le poste fin 2017 après un rapport critique de la délégation parlementaire dans l'affaire d'espionnage Daniel M. et a rejoint le Département fédéral des affaires étrangères. Peu après sa prise de fonction Gaudin procède à l'automne 2018 à une augmentation significative des effectifs du FIS. Cette demande a été approuvée par le Conseil fédéral à l'été 2019. En raison d'une menace de plus en plus concrète extrémistes de droite, il a également suggéré des modifications à la loi. Depuis 2017, le FIS est autorisé à écouter les conversations téléphoniques et à pénétrer dans les ordinateurs, mais pas dans le domaine de l'extrémisme violent. Donner plus poids à la demande de lever cette restriction Dans des entretiens, Gaudin a également cité l'attaque terroriste contre deux mosquées à Christchurch, bien que les activités d'extrême droite aient jusqu'à présent été marginales en Suisse. Similaire à Bruno Kahl il a souligné à plusieurs reprises la menace de la Russie.
L'affaire Cryptoleaks éclate alors qu'il est en fonction. Le 12 mai 2021, sa démission est annoncée pour la fin août de la même année car il avait informé trop tard le Conseil fédéral de l'affaire entourant l'Operation Rubicon et la relation de confiance a été rompue. L'ancien adjoint, Jürg Bühler, a été nommé chef par intérim jusqu'à la mise en place d'un plan de succession. Le successeur en avril 2022 était Christian Dussey.

#### Critique
L'ancien chef du service de renseignement, Hans Wegmüller, a critiqué le choix car, compte tenu de la situation de menace, un candidat ayant une expérience dans la sécurité civile serait mieux équipé pour la tâche. Carlo Sommaruga a également commenté Gaudin en soulignant sa forte expérience et un bon réseau international, mais les deux de nature exclusivement militaire, alors que les menaces aujourd'hui sont principalement le terrorisme, la cyber-criminalité, l'espionnage et l'extrémisme.

### Parcours sportif
Il joue pendant 20 ans au waterpolo en ligue nationale A pour Montreux et Fribourg, après avoir été champion suisse junior.